# Homorod (okręg Braszów)
Homorod (węg. Homoród) – wieś w Rumunii, w okręgu Braszów, w gminie Homorod. W 2011 roku liczyła 1240 mieszkańców.